# Harcèlement psychologique
En droit du travail, le harcèlement psychologique ou harcèlement moral est une conduite abusive qui par des gestes, paroles, comportements, attitudes répétées ou systématiques vise ou conduit à dégrader les conditions de vie ou conditions de travail d'une personne (la victime du harceleur).
Ces pratiques peuvent causer des troubles psychiques ou physiques mettant en danger la santé de la victime (homme ou femme). Le harcèlement moral est une technique de destruction ; il n'est pas un syndrome clinique. Ce thème est situé au croisement de plusieurs domaines : médical, socioéconomique, sociopsychologique, judiciaire, éthique et spirituel, il touche au monde du travail comme au milieu scolaire ou au couple.

## Harcèlement au travail
Heinz Leymann (psychologue du travail, suédois) le définit en 1993 comme un processus de harcèlement d'une victime par un ou plusieurs persécuteurs à la suite d'un conflit banal. Il s'agit d'un processus auto-entretenu et répété sur une longue période qui se manifeste notamment par des comportements, des paroles, des gestes, des écrits unilatéraux, de nature à porter atteinte à la personnalité, à la dignité ou à l'intégrité physique ou psychique de l'autre. Il a un effet destructeur sur l'équilibre psychique de l'individu et sur son insertion sociale. « Les caractéristiques du mobbing sont les suivantes : confrontation, brimades et sévices, dédain de la personnalité et répétition fréquente des agressions sur une assez longue durée ». Il aboutit presque toujours à une exclusion du salarié victime et aussi à de graves troubles psychiques ou physiques.
Stale Einarsen (2000) le définit comme « le concept de « bullying » réfère à des situations dans lesquelles, une personne est exposée répétitivement et au-delà d’un certain temps, à des actes négatifs (ex : abus verbaux, remarques offensives, ridiculisée, exclue socialement) par des collègues, des superviseurs ou des subordonnés ».
Pour Pascale Desrumaux (2022), le harcèlement moral au travail correspond à « un processus psychologique induit dans un contexte de travail, se caractérisant par une synergie durable et répétée d’agissements destructeurs portant atteinte aux relations, aux conditions de travail et à l’intégrité d’un salarié et aboutissant à une souffrance pouvant mettre en péril sa santé psychique et physique ».
Pour Michèle Drida, Elisabeth Engel et Marc Litzenberger (1999) : c'est une « souffrance infligée sur le lieu de travail de façon durable, répétitive et ou systématique par une ou des personnes à une autre personne par tout moyen relatif aux relations, à l'organisation, aux contenus ou aux conditions de travail en les détournant de leur finalité, manifestant ainsi une intention consciente ou inconsciente de nuire voire de détruire ».
Pour Christophe Dejours (2001), c'est la contrainte physique exercée sur la victime. Les causes des souffrances constatées sont la domination et l'injustice et elles créent des « pathologies consécutives non seulement à un harcèlement ou à une persécution, mais à un contexte de solitude résultant d’une stratégie d’isolement par une technique de management visant la désagrégation de la solidarité et du collectif de travail ».
On distingue deux types de violence au travail :
- Une violence externe : le préjudice est causé par une personne extérieure à l'entreprise. Cette violence peut concerner tous les individus qui occupent des métiers dans les entreprises de services, qui ont un rôle social : banques, commerces, transport de fonds, poste, police, sécurité sociale, transports urbains… Les agressions engendrent des traumatismes psychiques et/ou physiques.
- Une violence interne : exercée par une personne ou un groupe de personnes de l'entreprise. Sous le terme de violence interne, on rassemblera aussi bien le mobbing que le harcèlement moral et sexuel. Le harcèlement peut par exemple être utilisé pour pousser des salariés à la démission (une méthode a été décrite en détail par Gernot Schieszler, directeur du personnel de Telekom Austria[4]). 
On n'est plus ici dans un traumatisme violent et unique, survenant brutalement, mais face à des agressions répétées et durables, qui ont une finalité. 
On[Qui ?] distingue[réf. souhaitée] :
  - le « harcèlement institutionnel » qui participe d'une stratégie de gestion de l'ensemble du personnel : la violence ne relève pas d'un problème épisodique ou individuel mais d'un problème structurel qui relève d'une stratégie.
  - le « harcèlement professionnel » organisé à l'encontre d'un ou plusieurs salariés précisément désignés, destiné à contourner les procédures légales de licenciement ;
  - le « harcèlement individuel » pratiqué dans un but « gratuit » de destruction d'autrui et/ou de valorisation de son propre pouvoir ;

## Mécanismes en jeu

### Méthodes utilisées par le harceleur
Les actes de persécution par le biais de mesures organisationnelles, les actes d’isolement social, les actes dirigés contre l’intégrité physique de la victime et les actes qui visent l’intégrité psychique et la personnalité de la victime sont des catégories de méthodes employées dans le cadre de harcèlement moral.

### Enjeux psychiques et psychosociaux
La psychopathologie du travail étudie les gens au travail, sur le lieu de travail réel. Elle permet de comprendre comment les travailleurs parviennent à éviter la « maladie mentale ». Christophe Dejours a particulièrement étudié les nouvelles formes d'organisation du travail et la santé mentale. Dans son ouvrage Souffrance en France, il s'interroge sur les raisons qui conduisent les salariés à participer à des situations génératrices de leur propre souffrance ou de celle de leurs collègues. Le travail est source de satisfaction et de reconnaissance sociale. Les problèmes occasionnent des frustrations qui à long terme peuvent retentir sur le corps. Des mécanismes psychiques conscients et inconscients entrent en jeu pour tolérer la violence mise en place à laquelle les individus se résignent.
La plupart des individus sauvent leur santé aux prix d'efforts décrits sous le terme de stratégies de défense individuelles mais aussi collectives. Lorsqu'une situation de travail recèle une menace pour l'intégrité physique ou psychique, les capacités d'action des salariés sont dépassées. Il faut faire avec la peur qui est incompatible avec la bonne poursuite du travail. Des pratiques de réassurance, de bravade, qui mettent en scène la capacité à faire face au risque peuvent alors aussi être des symptômes de situation de harcèlement.
Pour Christophe Dejours, « Les stratégies collectives de défenses contribuent de façon décisive à la cohésion du collectif de travail, car travailler n'est pas seulement avoir une activité c'est aussi vivre: vivre le rapport à la contrainte, vivre ensemble, affronter la résistance au réel, construire ensemble le sens du travail, de la situation et de la souffrance ».
Un contrôle collectif sur l'expression de la subjectivité de chaque individu concourt à exclure toute parole sur la peur ou toute expression de crainte ou d'allusion à l'appréhension face à un danger insuffisamment contrôlé. Les stratégies de défense contre la souffrance impliquent souvent par la marginalisation et l'exclusion de ceux qui ne s'y conforment pas.
Exemple : les concours chez certains cadres encore appelés les « cow boys », mettant en scène le cynisme, la capacité de faire encore « mieux » en termes de licenciement collectif (« dégraissage » en jargon), de tenir les objectifs annoncés… Ils montrent leur capacité à faire la sale besogne et sortent « grandis » par l'admiration de leurs collègues. Dans ce cas une pseudo-« virilité » joue un rôle majeur dans le zèle à faire le sale boulot, pour faire partie d'une forme d'élite de l'entreprise.

### Banalisation du mal
Elle est favorisée par certaines dynamiques de groupe (par exemple construite autour de la compétition, la manipulation par un leader toxique (« toxic leader ») ou destructeur,,,,, la peur ou la notion de solidarité détournée par une construction contre un bouc émissaire…). Cette banalisation peut être aggravée par un tabou sur la question, ou par des comportements de manipulation s'appuyant par exemple sur la menace du risque de précarisation, d'exclusion sociale ou de licenciement, ou par des distorsions communicationnelles entretenant la croyance qu'il n'y a pas d'alternative à une logique de guerre économique.
Selon Christophe Dejours, il se produit alors un clivage du Moi : avec deux fonctionnements dans l'individu qui met celui-ci dans l'incapacité d'empathie et dans l'impossibilité à penser au malheur d'autrui. Il fait par exemple référence à la personnalité de Adolf Eichmann, le normopathe, et aux travaux de Hannah Arendt : l'individu se dote plus ou moins inconsciemment d'œillères. Ceci est plus facile pour celui qui n'est pas au contact direct avec la souffrance d'autrui, qui n'est pas à proximité immédiate et quotidienne du spectacle du travail (exemple : un PDG pour qui les salariés sont dans un monde lointain). Le harceleur exerce alors une activité distanciée, par exemple dans les bureaux d'une entreprise, dans une administration (garantie de l'emploi) ou un secteur d'activité qui n'est pas touché par la menace. C'est aussi celui qui ne connaît l'injustice que filtrée par le truchement d'autrui.
Les victimes des processus d'exclusion sont souvent celles qui pour une raison ou une autre ne sont pas en mesure de contribuer au déni collectif qui permet de tenir au travail quand il est effectué dans de telles conditions. Ce type de victime est bien souvent dans un rapport plus authentique au travail, et c'est pour cela qu'elles sont rejetées ou qu'elles ne peuvent pas réintégrer le travail.

### Profils de harceleurs
L'Observatoire du dialogue et de l’intelligence sociale (L'Odis) a publié une typologie des harceleurs dans son rapport L'État social de la France (2004) paru au Journal Officiel. Pour l'entreprise, cette grille d'analyse permet d'identifier les situations relevant réellement du harcèlement moral et fournit des réponses adéquates. L'auteur de cet ouvrage, Jean-François Chantaraud, propose quatre profils de harceleurs, croisements d'une personnalité, de pratiques et d'un environnement :
- Le harceleur régulé. C'est l'entreprise qui est en cause. Soit elle est désorganisée et génère une malveillance non voulue, soit elle crée volontairement des règles perverses. Les rapports de force et l'iniquité y sont la norme. C'est le cas lorsque l'on pousse quelqu'un à démissionner, plutôt que le licencier. Les pratiques du harcèlement peuvent être : l'impolitesse, l'isolement, l'humiliation, la discrimination, l'opposition systématique, la violence. Le remède consiste à remettre à plat toute l'organisation. (ex: Affaire France Télécom)
- Le harceleur pervers. C'est la personnalité du harceleur qui pose un problème. Despotique, il souffre d'une absence de prise en compte de la dimension humaine, voire d'un complexe d'infériorité parfois masqué. Le harcèlement se manifeste par une hostilité continue envers la victime : directivité à outrance, violence, dévalorisation, humiliation… Quelle que soit la culture de l'entreprise, celle-ci n'a d'autre choix que de sanctionner le harceleur par l’exclusion[14].
- Le harceleur carriériste. Sa carrière est le centre de toutes ses préoccupations. Il accorde une importance démesurée aux attributs du pouvoir et veut constamment prouver sa capacité à faire respecter son autorité. Pour cela, il peut dépasser les bornes avec l'un de ses collaborateurs. Par la rétention voulue d'information, par exemple, il exclura les collaborateurs qui pourraient le gêner. Son chef, voire son entreprise ou la direction des ressources humaines, doit alors le recadrer.
- Le harceleur sous-dimensionné. Malgré ses valeurs humaines positives, il est sans malveillance mais ne comprend pas les rapports humains. Sous-dimensionné sur le plan managérial, Il fixe des objectifs trop élevés, peine à évaluer les compétences et ne sait pas déléguer. L'entreprise doit soit le former au management, soit le réorienter dans un rôle d’expert.

Bruno Lefebvre, psychologue clinicien, a pu distinguer trois types de harceleurs « en dehors du pervers narcissique : celui qui est accro au travail et qui du coup en demande trop aux autres, le manager absent qui laisse dégénérer et ne soutient pas ses équipes et le manager télécommandé qui rejette sur d’autres la pression qu’il subit »,.

## Droit par pays

### Canada

#### Québec
Au Québec, de nouvelles dispositions de la Loi sur les normes du travail relatives au harcèlement psychologique sont entrées en vigueur le 1er juin 2004. Ces dispositions sont uniques en Amérique du Nord et souligne la volonté de mettre en place un environnement de travail exempt de harcèlement psychologique. La notion de "harcèlement moral" n'a pas cours au Québec.

### France
Le cadre juridique majeur est la Loi de modernisation sociale du 17 janvier 2002, tant concernant le statut général des fonctionnaires que le code du travail et le Code pénal.
- l'Article 6 quinquies du titre 1er du statut général des fonctionnaires[17] dispose qu'« aucun fonctionnaire ne doit subir les agissements répétés de harcèlement moral qui ont pour objet ou pour effet une dégradation des conditions de travail susceptible de porter atteinte à ses droits et à sa dignité, d’altérer sa santé physique ou mentale ou de compromettre son avenir professionnel ».
- L'article L 1152-1 du code du travail[18] précise qu'« aucun salarié ne doit subir les agissements répétés de harcèlement moral qui ont pour objet ou pour effet une dégradation des conditions de travail susceptible de porter atteinte à ses droits et à sa dignité, d’altérer sa santé physique ou mentale ou de compromettre son avenir professionnel ».
- La définition donnée par le code pénal[19] définit le harcèlement comme « Le fait de harceler autrui par des agissements répétés ayant pour objet ou pour effet une dégradation des conditions de travail susceptible de porter atteinte à ses droits et à sa dignité, d’altérer sa santé physique ou mentale ou de compromettre son avenir professionnel, est puni de deux ans d'emprisonnement et de 30 000 euros d’amende ».

### Suisse
En Suisse, les victimes d'un harcèlement psychologique sur leur lieu de travail sont peu protégées. Elles peuvent surtout compter sur les deux alinéas de l'article 328 du Code des obligations (CO). Sous le titre de la « protection de la personnalité du travailleur », le premier alinéa appelle simplement au respect, à l'équité et à la préservation de la morale. Certes, le risque de harcèlement sexuel y figure explicitement, mais pas les autres formes par lesquelles peuvent se manifester ce que la jurisprudence a fini par désigner sous le terme de mobbing. Sous le même titre, le second alinéa impose à l'employeur de prendre des mesures de protection de la vie et de la santé du salarié, mais dans une formulation très générale et assortie de toute une série de nuances.

## Harcèlement au travail dans le monde
Un rapport du Bureau international du travail (BIT) a dressé un bilan appuyé sur une enquête sur 15 États de l'Union européenne en 1996 (15800 interviews).
- Violence physique 6 millions soit 4 % des travailleurs
- Harcèlement sexuel 3 millions soit 2 %
- Intimidations, brimades : 12 millions soit 8 %